# Ukrainsk dans

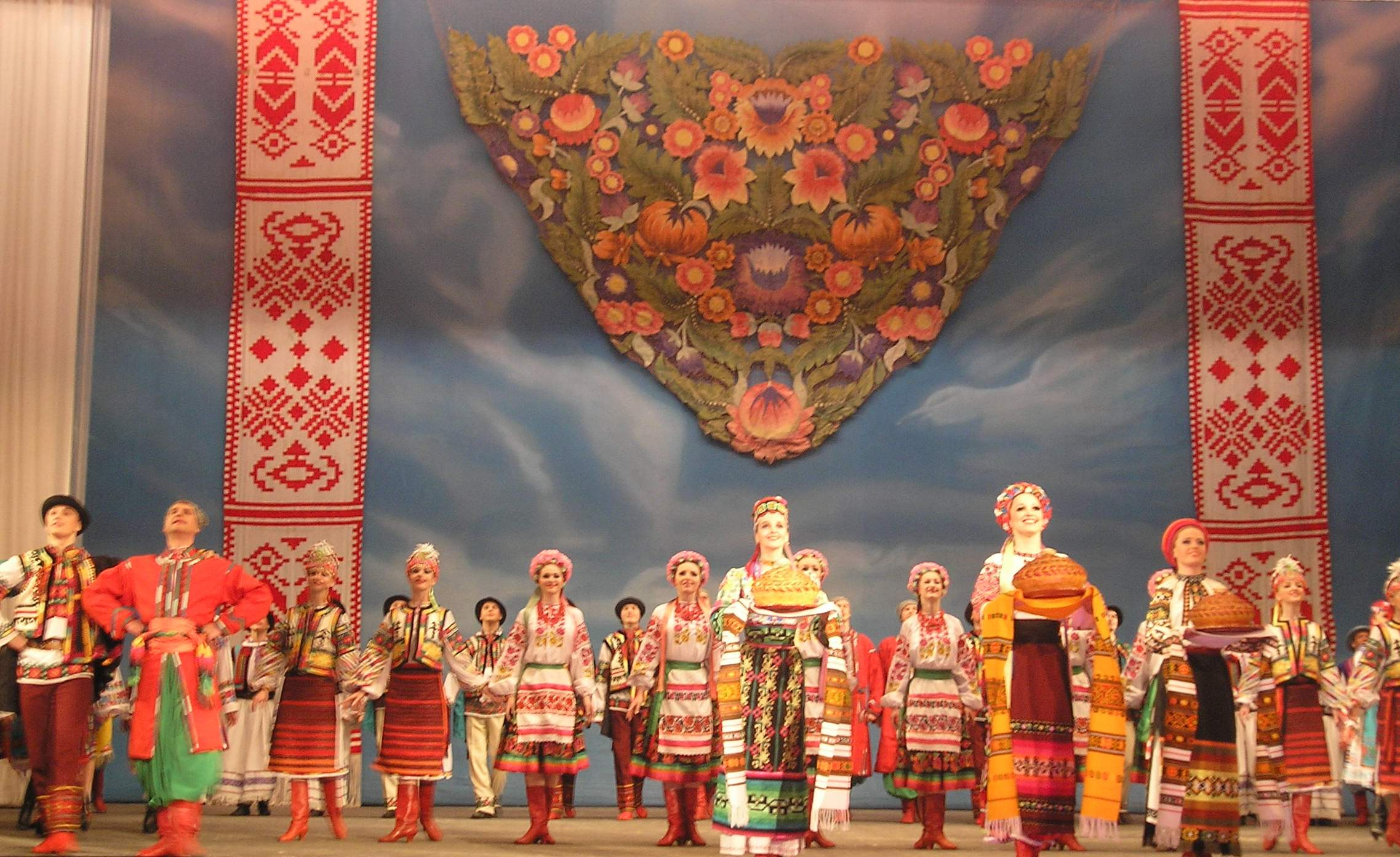
Ukrainsk Välkomstdans Pryvit

Ukrainsk dans är en traditionell folkdans i Ukraina. Den beskrivs som energisk, fartfylld, underhållande och tillsammans med traditionella påskägg Pysanka är de ett typiskt exempel på ukrainsk kultur, som är känd och uppskattad över hela världen.